# ジョン・カリウキ
ジョン・カリウキ（John Kariuki、1986年10月11日 - ）は、日本国内で活躍したケニア出身の男子陸上競技選手（長距離種目）。171cm、55kg。

## 経歴
ケニア出身。母国の英雄であるポール・テルガトに憧れ陸上競技を始める。滋賀学園高等学校に留学するため来日したが、年齢調査の結果14歳であることが判明したため、同校入学前に1年間ほど日本に拠点を置いて陸上競技の練習を積んだ。十分な練習により才能は早くから開花し、高校1年次から3000mの年齢別世界記録などの驚異的な成績を収め注目を集めた。3年次の全国高等学校駅伝競走大会1区では史上2人目の27分台を記録。高校卒業後は実業団のトヨタ紡織に就職し、陸上部に所属して10000mでのケニア代表入りを目指し競技を続けたが、2008年末に同社を退社。
2012年に第一工業大学に入学、2016年からひらまつ病院に所属するジョン・カリウキ、セキノ興産に所属するジョン・カリウキはいずれも同姓同名（セキノ興産所属選手の綴りは「Jon Kariuki」）の別人 。

## 主な戦績
- 2002年　よさこい高知国体　1500m　少年男子共通　1位　3分47秒15、3000m　少年男子B　1位　7分51秒21　15歳世界記録
- 2003年　NEW!!わかふじ国体　5000m　少年男子A　1位　13分31秒19　大会新（当時）
- 2004年　彩の国まごころ国体　5000m　少年男子A　1位　13分26秒94　大会新
- 2004年　全国高等学校駅伝競走大会　1区　1位　27分58秒

## 自己ベスト
- 1500m　3分42秒47　岐阜　2007年5月12日
- 3000m　7分51秒21　春野　2002年10月24日
- 5000m　13分12秒12　広島　2005年4月29日
- 10000m　27分14秒84　大分　2006年9月30日
- 10km　27分50秒　甲佐　2004年12月12日
- 15km　43分26秒　札幌 2008年6月15日
- ハーフマラソン　1時間2分29秒　札幌 2008年6月15日